# Capalbio
Capalbio és un municipi situat al territori de la província de Grosseto, a la regió de la Toscana (Itàlia).
Limita amb els municipis de Manciano, Montalto di Castro i Orbetello.
Pertanyen al municipi les frazioni de Borgo Carige, Capalbio Scalo, Carige Alta, Chiarone, Giardino, La Torba, Pescia Fiorentina i Selva Nera

## Galeria

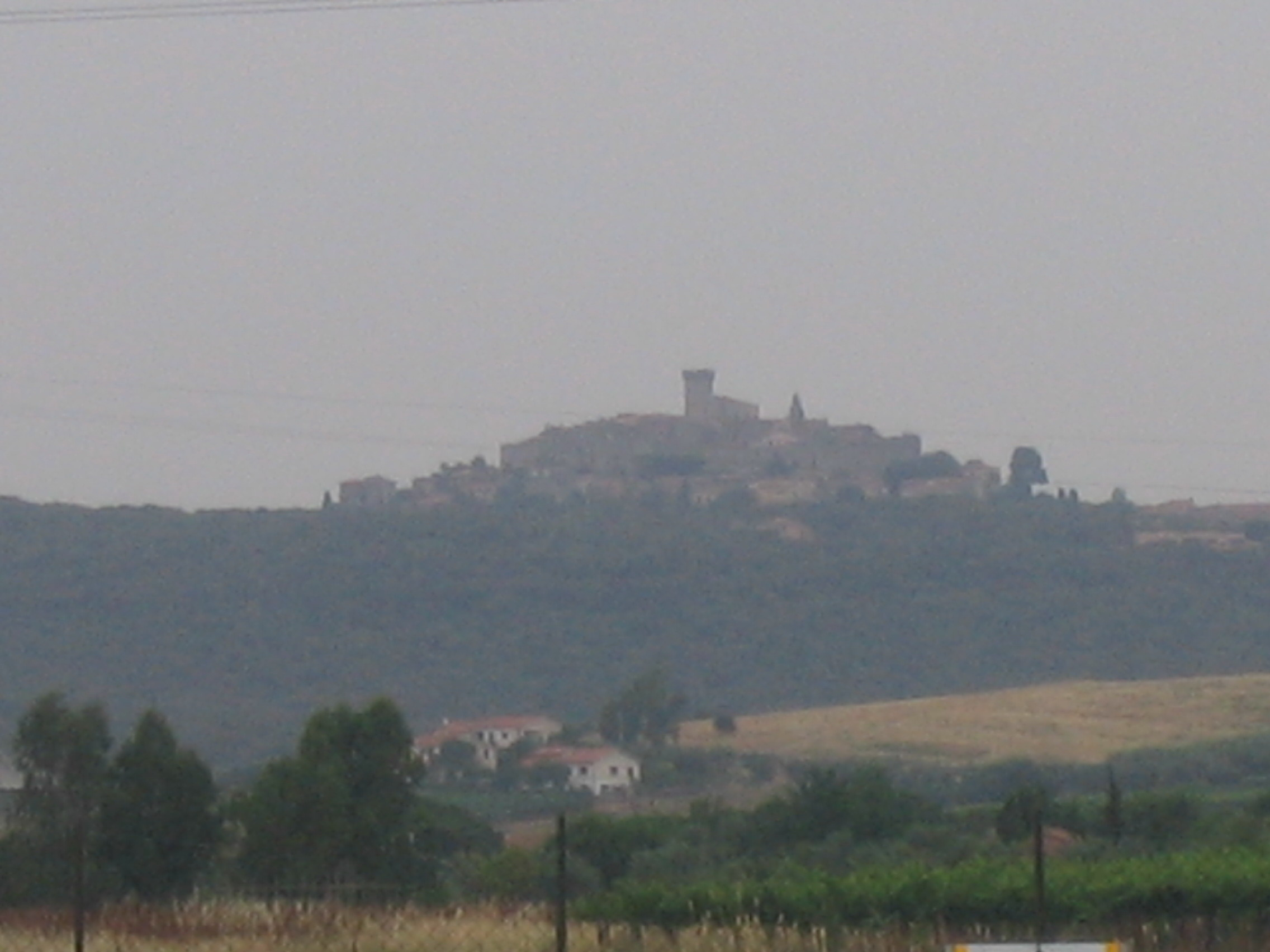
Vista de Capalbio
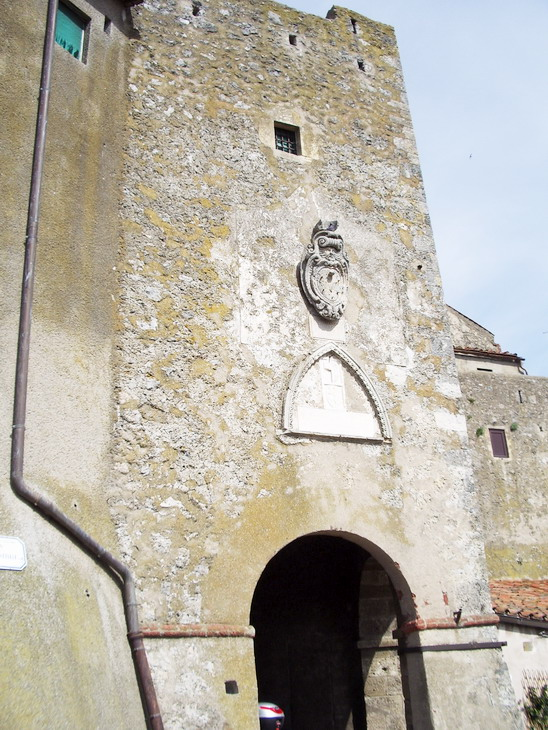
Torre Senese
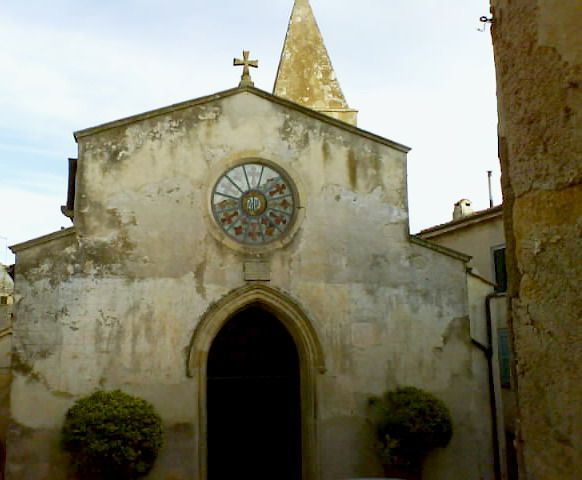
Església de San Nicola
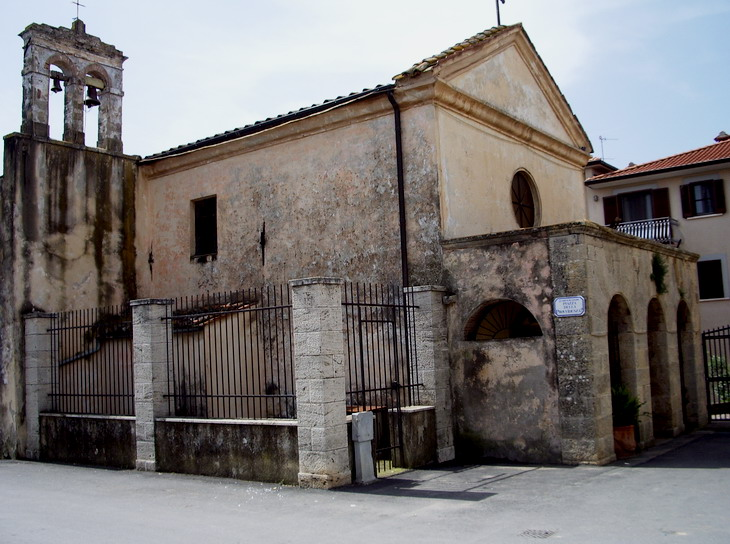
Oratori de la Providència
Localització de Capalbio a la província de Grosseto